# Iivo Neï
Pour les articles homonymes, voir Nei.
Iivo (ou Ivo) Neï (né le 31 octobre 1931 à Tartu) est un joueur d'échecs soviétique, puis estonien. Il fut huit fois champion d'Estonie. Covainqueur du tournoi de Beverwijk en 1964, il obtint le titre de maître international la même année.

## Biographie et carrière
En 1947, Neï termina troisième du championnat d'URSS junior remporté par Viktor Kortchnoï (qui était né la même année que lui). En 1948, Neï devint champion d'URSS junior, ex æquo avec Kortchnoï.
Neï remporta le championnat d'Estonie en 1951, 1952, 1956, 1960, 1961, 1962, 1971 et 1974. En 1955, il finit troisième ex æquo du championnat des pays baltes, gagné par Paul Keres. Il remporta le championnat des pays baltes en 1961 (à Palanga), en 1962 (à Tartu) et en 1964 (à Pärnu). En 1965, il finit deuxième derrière Vladas Mikėnas à Palanga.
En 1959, Iivo Neï termina troisième-quatrième de la demi-finale du championnat d'URSS 1960, disputée à Tallinn et remportée par Boris Spassky. Lors du match de barrage pour la troisième place, il battit Leonid  Stein 2,5 à 1,5 et se qualifia pour sa première finale du championnat soviétique : en 1960, il finit 14e-15e et le tournoi fut remporté par Kortchnoï. Par la suite, Neï a disputé deux autres finales du championnat d'URSS : en 1963, il finit 12e-13e et en 1966-1967, (18e-19e). 
En 1964, Neï termina premier ex æquo avec Paul Keres du tournoi de Beverwijk, avec 11,5 points sur 15, devant Lajos Portisch, Borislav Ivkov, Bent Larsen et cinq autres grands maîtres. Ce résultat lui permit d'obtenir le titre de maître international en 1964. En 1966, il finit cinquième du tournoi de Beverwijk avec 8,5 points sur 15 et cinquième-sixième du tournoi de Zinnowitz. En 1969, il finit deuxième, ex æquo avec Paul Keres,  du tournoi de Tallinn remporté par Leonid Stein.
En 1972, Iivo Neï fut un des assistants de Boris Spassky lors du championnat du monde d'échecs 1972. Par la suite, il devint entraîneur, notamment de Lembit Oll.

## Publication
Paul Kérès, Iivo Neï, Mes Parties favorites de Fischer, Spassky, Kortchnoï et Larsen, 4x25 (1975), éd. Editorial Chessy,